# ATP de Sydney
O ATP de Sydney – ou Sydney Tennis Classic, na última edição – foi um torneio de tênis profissional masculino, de nível ATP 250.
Realizado em Sydney, no oeste da Austrália, estreou em 1885. Deixou de ser torneio regular em 2020 e 2021 para ser co-anfitriã da ATP Cup. Retornou em 2022 para uma única edição combinada ATP e WTA; no ano seguinte, compôs sede mais uma vez, agora da mista e por equipes United Cup. Os jogos eram disputados em quadras duras durante o mês de janeiro.

## Finais

### Simples
| Ano                                     | Campeão               | Vice-campeão        | Resultado      |
| --------------------------------------- | --------------------- | ------------------- | -------------- |
| 2022                                    | Aslan Karatsev        | Andy Murray         | 6–3, 6–3       |
| Torneio não realizado entre 2021 e 2020 |                       |                     |                |
| 2019                                    | Alex de Minaur        | Andreas Seppi       | 7–5, 7–65      |
| 2018                                    | Daniil Medvedev       | Alex de Minaur      | 1–6, 6–4, 7–5  |
| 2017                                    | Gilles Müller         | Daniel Evans        | 7–65, 6–2      |
| 2016                                    | Viktor Troicki        | Grigor Dimitrov     | 2–6, 6–1, 7–67 |
| 2015                                    | Viktor Troicki        | Mikhail Kukushkin   | 6–2, 6–3       |
| 2014                                    | Juan Martín del Potro | Bernard Tomic       | 6–3, 6–1       |
| 2013                                    | Bernard Tomic         | Kevin Anderson      | 6–3, 26–7, 6–3 |
| 2012                                    | Jarkko Nieminen       | Julien Benneteau    | 6–2, 7–5       |
| 2011                                    | Gilles Simon          | Viktor Troicki      | 7–5, 7–64      |
| 2010                                    | Marcos Baghdatis      | Richard Gasquet     | 6–4, 7–62      |
| 2009                                    | David Nalbandian      | Jarkko Nieminen     | 6–3, 6–7, 6–2  |
| 2008                                    | Dmitry Tursunov       | Chris Guccione      | 7–6, 7–6       |
| 2007                                    | James Blake           | Carlos Moya         | 6–3, 4–6, 6–2  |
| 2006                                    | James Blake           | Igor Andreev        | 6–2, 2–6, 6–2  |
| 2005                                    | Lleyton Hewitt        | Ivo Minar           | 7–5, 6–0       |
| 2004                                    | Lleyton Hewitt        | Carlos Moya         | 4–3, ab.       |
| 2003                                    | Hyung-Taik Lee        | Juan Carlos Ferrero | 4–6, 7–6, 7–6  |
| 2002                                    | Roger Federer         | Juan Ignacio Chela  | 6–3, 6–3       |
| 2001                                    | Lleyton Hewitt        | Magnus Norman       | 6–4, 6–1       |
| 2000                                    | Lleyton Hewitt        | Jason Stoltenberg   | 6–4, 6–0       |
| 1999                                    | Todd Martin           | Alex Corretja       | 6–3, 7–6       |
| 1998                                    | Karol Kučera          | Tim Henman          | 7–5, 6–4       |
| 1997                                    | Tim Henman            | Carlos Moya         | 6–3, 6–1       |
| 1996                                    | Todd Martin           | Goran Ivanisevic    | 5–7, 6–3, 6–4  |
| 1995                                    | Patrick McEnroe       | Richard Fromberg    | 6–2, 7–6       |
| 1994                                    | Pete Sampras          | Ivan Lendl          | 7–6, 6–4       |
| 1993                                    | Pete Sampras          | Thomas Muster       | 7–6, 6–1       |
| 1992                                    | Emilio Sánchez        | Guy Forget          | 6–3, 6–4       |
| 1991                                    | Guy Forget            | Michael Stich       | 6–3, 6–4       |
| 1990                                    | Yannick Noah          | Carl-Uwe Steeb      | 6–3, 6–2       |
| 1989                                    | Aaron Krickstein      | Andrei Cherkasov    | 7–5, 6–1       |
| 1988                                    | John Fitzgerald       | Andrei Chesnokov    | 6–3, 6–4       |
| 1987                                    | Miloslav Mečíř        | Peter Doohan        | 6–2, 6–4       |
| Torneio não realizado em 1986           |                       |                     |                |

| 1985                                    | Henri Leconte          | Kelly Evernden         | 6–7, 6–2, 6–3            |
| 1984                                    | John Fitzgerald        | Sammy Giammalva        | 6–3, 6–3                 |
| 1983                                    | Joakim Nyström         | Mike Bauer             | 2–6, 6–3, 6–1            |
| 1982                                    | John Alexander         | John Fitzgerald        | 4–6, 7–6, 6–4            |
| 1981                                    | Tim Wilkison           | Chris Lewis            | 6–4, 7–6, 6–3            |
| 1980                                    | Fritz Buehning         | Brian Teacher          | 6–3, 6–7, 7–6            |
| 1979                                    | Phil Dent              | Hank Pfister           | 6–4, 6–4, 7–5            |
| 1978                                    | Tim Wilkison           | Kim Warwick            | 6–3, 6–3, 6–7, 3–6, 6–2  |
| 1977                                    | Roscoe Tanner          | Brian Teacher          | 6–3, 3–6, 6–3, 6–7, 6–3  |
| 1977                                    | Tony Roche             | Dick Stockton          | 6–3, 3–6, 6–3, 6–4       |
| 1975                                    | Ross Case              | John Marks             | 6–2, 6–1,                |
| 1974 (dez)                              | Tony Roche             | Phil Dent              | 7–6, 4–6, 3–6, 6–2, 8–6  |
| 1974 (jan)                              | Geoff Masters          | Colin Dibley           | 6–1, 6–4, 6–2            |
| 1973                                    | Malcolm Anderson       | Ken Rosewall           | 6–3, 6–4, 6–4            |
| 1972                                    | Alex Metreveli         | Patrice Dominguez      | 6–4, 6–4, 3–6, 6–1       |
| 1971                                    | Phil Dent              | John Alexander         | 6–3, 6–4, 6–4            |
| 1970                                    | Rod Laver              | Ken Rosewall           | 3–6, 6–2, 3–6, 6–2, 6–3  |
| 1969                                    | Tony Roche             | Rod Laver              | 6–4, 4–6, 9–7, 12–10     |
| Torneio não realizado em 1968           |                        |                        |                          |
| 1967                                    | Tony Roche             | Roy Emerson            | 8–6, 6–1, 8–6            |
| 1966                                    | Fred Stolle            | John Newcombe          | 12–10, 6–0, 6–0          |
| 1965                                    | John Newcombe          | Arthur Ashe            | 6–8, 6–2, 7–5, 6–1       |
| 1964                                    | Fred Stolle            | Roy Emerson            | 4–6, 6–3, 11–9, 6–8, 6–3 |
| 1963                                    | Dennis Ralston         | Mike Sangster          | 6–8, 6–3, 6–4, 6–4       |
| 1962                                    | Neale Fraser           | Ken Fletcher           | 6–4, 7–5, 3–6, 4–6, 6–3  |
| 1961                                    | Rod Laver              | Roy Emerson            | 8–6, 6–3, 3–6, 4–6, 6–4  |
| 1960                                    | Neale Fraser           | Barry MacKay           | 10–8, 6–4, 7–5           |
| 1959                                    | Neale Fraser           | Roy Emerson            | 11–9, 8–6, 6–3           |
| 1958                                    | Ashley Cooper          | Earl "Butch" Buchholz  | 6–0, 6–1, 7–9, 6–2       |
| 1957                                    | Ashley Cooper          | Neale Fraser           | 6–4, 6–3, 6–3            |
| 1956                                    | Ken Rosewall           | Neale Fraser           | 6–4, 7–5, 6–4            |
| 1955                                    | Lew Hoad               | Ken Rosewall           | 6–2, 6–3, 2–6, 6–1       |
| 1954                                    | Rex Hartwig            | Mervyn Rose            | 6–3, 6–4, 8–6            |
| 1953                                    | Lew Hoad               | Ken Rosewall           | 8–6, 4–6, 9–7, 10–8      |
| 1952                                    | Frank Sedgman          | Ken McGregor           | 6–2, 4–6, 6–4, 6–2       |
| 1951                                    | Vic Seixas             | Mervyn Rose            | 4–6, 9–7, 4–6, 7–5, 6–3  |
| 1950                                    | Art Larsen             | Frank Sedgman          | 3–6, 6–4, 6–3, 6–2       |
| 1949                                    | John Bromwich          | Bill Sidwell           | 6–3, 10–8, 3–6, 6–3      |
| 1948                                    | John Bromwich          | Frank Sedgman          | 6–4, 6–1, 7–5            |
| 1947                                    | Adrian Quist           | James Brink            | 6–4, 6–2, 2–6, 4–6, 6–3  |
| 1946                                    | John Bromwich          | Dinny Pails            | 3–6, 6–3, 6–4, 6–4       |
| 1945                                    | Dinny Pails            | John Bromwich          | 6–1, 6–2, 6–4            |
| Torneio não realizado entre 1944 e 1941 |                        |                        |                          |
| 1940                                    | John Bromwich          | Adrian Quist           | 6–3, 4–6, 10–8, 6–8, 6–1 |
| 1939                                    | John Bromwich          | Adrian Quist           | 2–6, 6–0, 6–4, 6–0       |
| 1938                                    | John Bromwich          | Adrian Quist           | 6–2, 6–4, 6–1            |
| 1937                                    | John Bromwich          | Adrian Quist           | 4–6, 6–4, 6–1, 2–6, 7–5  |
| 1936                                    | Jack Crawford          | John Bromwich          | 6–4, 3–6, 1–6, 11–9, 6–2 |
| 1935                                    | Adrian Quist           | Harry Hopman           | 6–3, 6–1, 3–6, 8–10, 6–2 |
| 1934                                    | Jack Crawford          | Fred Perry             | 7–5, 2–6, 6–3, 1–6, 7–5  |
| 1933                                    | Jack Crawford          | Harry Hopman           | 6–4, 8–6, 7–5            |
| 1932                                    | Ellsworth Vines        | Wilmer Allison         | –6, 6–1, 2–6, 6–4, 7–5   |
| 1932                                    | Jack Crawford          | W. B. Walker           | 6–2, 6–3, 8–6            |
| 1931                                    | Jack Crawford          | Harry Hopman           | 3–6, 6–3, 6–4, 6–4       |
| 1930                                    | Jack Cummings          | Edgar Moon             | 6–1, 6–0, 7–5            |
| 1929                                    | Jack Crawford          | Clifford Sproule       | 6–1, 6–3, 6–3            |
| 1928                                    | Fred Kalms             | James Willard          | 6–1, 6–4, 2–6, 3–6, 6–0  |
| 1927                                    | Jack Crawford          | Richard Schlesinger    | 7–5, 1–6, 9–7, 5–7, 6–4  |
| 1926                                    | Fred Kalms             | Eskell D. Andrews      | 6–2, 6–4, 3–6, 6–4       |
| 1925                                    | Norman Peach           | A. Sieler              | 6–4, 1–6, 4–6, 7–5, 8–6  |
| 1924                                    | Gerald Patterson       | James Willard          | 6–4, 7–9, 6–2, 6–0       |
| 1923                                    | James Anderson         | Norman Peach           | 6–4, 6–3, 6–0            |
| 1922                                    | Ronald Thomas          | Norman Peach           | 2–6, 6–3, 6–3, 6–8, 6–3  |
| 1921                                    | Gerald Patterson       | John Hawks             | w.o.                     |
| 1920                                    | R. Neill               | Eric Pockley           | 6–4, 4–6, 6–1, 6–3       |
| 1919                                    | James Anderson         | R. Neill               | 9–7, 2–6, 7–5, 6–1       |
| Torneio não realizado entre 1918 e 1916 |                        |                        |                          |
| 1915                                    | Henry Marsh            | Alfred Jones           | 3–6, 6–4, 6–4, 0–6, 6–4  |
| 1914                                    | James Anderson         | Alfred Jones           | 7–5, 3–6, 6–1, 6–3       |
| 1913                                    | Arthur O'Hara Wood     | James Anderson         | 6–3, 3–6, 6–1, 3–6, 6–0  |
| 1912                                    | Alfred Jones           | Ashley Campbell        | 6–3, 3–6, 8–6, 2–1, ab.  |
| 1911                                    | Ashley Campbell        | Horace Rice            | 8–6, 6–3, 6–1            |
| 1910                                    | Harry Parker           | Horace Rice            | 6–3, 4–6, 2–6, 8–6, 9–7  |
| 1909                                    | Rodney Heath           | Granville G. Sharp     | 6–1, 3–6, 6–1, 0–6, 6–3  |
| 1908                                    | Rodney Heath           | Horace Rice            | 6–3, 6–4, 7–9, 6–4       |
| 1907                                    | Horace Rice            | Harry Parker           | 6–4, 6–3, 3–6, 5–7, 6–1  |
| 1906                                    | Gilbert G. Sharp       | Stanley Doust          | 6–1, 6–2, 6–2            |
| Torneio não realizado em 1905           |                        |                        |                          |
| 1904                                    | Gilbert G. Sharp       | Horace Rice            | 6–3, 6–4, 6–2            |
| 1903                                    | Gilbert G. Sharp       | Barney Murphy          |                          |
| 1902                                    | Wilberforce Eaves      | August Kearney         | 6–0, 7–5, 1–6, 6–2       |
| 1901                                    | August Kearney         | Horace Rice            | 8–6, 1–6, 5–7, 6–1, 6–0  |
| 1900                                    | Horace Rice            | Leslie Poidevin        | 6–0, 6–1, 3–6, 6–4       |
| 1899                                    | August Kearney         | David L. Gaden         | 6–1, 6–0, 12–10          |
| 1898                                    | Henry Crossman         | Alfred Dunlop          | 14–12, 6–1, 6–2          |
| 1897                                    | Arthur Curtis          | Henry Crossman         | 6–1, 6–0, 6–4            |
| 1896                                    | Henry Crossman         | Horace Rice            | 6–3, 4–6, 6–1, 4–6, 6–0  |
| 1895                                    | Henry Crossman         | Dudley Webb            | 6–4, 6–2, 6–3            |
| 1894                                    | Dudley Webb            | Ben Green              | 5–7, 6–0, 6–2, 6–4       |
| 1893                                    | Dudley Webb            | Ben Green              | 2–6, 5–7, 6–2, 6–3, 7–5  |
| 1892                                    | Dudley Webb            | Ben Green              | 6–4, 2–6, 5–7, 10–8, 9–7 |
| 1891                                    | Wilberforce Eaves      | Dudley Webb            | 3–6, 6–3, 6–4, 8–6       |
| 1890                                    | Dudley Webb            | Herbert E. Webb        | 6–2, 6–3, 6–2            |
| 1889                                    | Percy Colquhoun        | Dudley Webb            | 6–2, 0–6, 6–3, 6–2       |
| 1888                                    | Dudley Webb            | Charles W. Cropper     | 6–0, 6–4, 7–5            |
| 1887                                    | Charles W. Cropper     | Robert Fitzgerald      | 6–4, 6–2, 6–0            |
| 1886                                    | Charles W. Cropper     | William J. Bush Salmon | 6–0, 6–0, 5–7, 8–6       |
| 1885                                    | William J. Bush Salmon | Walter John C. Riddell | 1–6, 6–8, 6–3, 6–2, 6–3  |

### Duplas
| Ano                                     | Campeões                            | Vice-campeões                      | Resultado         |
| --------------------------------------- | ----------------------------------- | ---------------------------------- | ----------------- |
| 2022                                    | Wesley Koolhof Neal Skupski         | Ariel Behar Gonzalo Escobar        | 7–65, 6–4         |
| Torneio não realizado entre 2021 e 2020 |                                     |                                    |                   |
| 2019                                    | Jamie Murray Bruno Soares           | Juan Sebastián Cabal Robert Farah  | 6–4, 6–3          |
| 2018                                    | Łukasz Kubot Marcelo Melo           | Jan-Lennard Struff Viktor Troicki  | 6–3, 6–4          |
| 2017                                    | Wesley Koolhof Matwe Middelkoop     | Jamie Murray Bruno Soares          | 6–3, 7–5          |
| 2016                                    | Jamie Murray Bruno Soares           | Rohan Bopanna Florin Mergea        | 6–3, 7–66         |
| 2015                                    | Rohan Bopanna Daniel Nestor         | Jean-Julien Rojer Horia Tecău      | 6–4, 7–65         |
| 2014                                    | Daniel Nestor Nenad Zimonjić        | Rohan Bopanna Aisam-ul-Haq Qureshi | 7–63, 7–63        |
| 2013                                    | Bob Bryan Mike Bryan                | Max Mirnyi Horia Tecău             | 6–4, 6–4          |
| 2012                                    | Bob Bryan Mike Bryan                | Matthew Ebden Jarkko Nieminen      | 6–1, 6–4          |
| 2011                                    | Lukáš Dlouhý Paul Hanley            | Bob Bryan Mike Bryan               | 66–7, 6–3, [10–5] |
| 2010                                    | Daniel Nestor Nenad Zimonjić        | Ross Hutchins Jordan Kerr          | 6–3, 7–65         |
| 2009                                    | Bob Bryan Mike Bryan                | Daniel Nestor Nenad Zimonjić       | 6–1, 7–63         |
| 2008                                    | Richard Gasquet Jo-Wilfried Tsonga  | Bob Bryan Mike Bryan               | 4–6, 6–4, 11–9    |
| 2007                                    | Paul Hanley Kevin Ullyett           | Mark Knowles Daniel Nestor         | 6–4, 36–7, [10–6] |
| 2006                                    | Fabrice Santoro Nenad Zimonjić      | František Čermák Leoš Friedl       | 6–1, 6–4          |
| 2005                                    | Mahesh Bhupathi Todd Woodbridge     | Arnaud Clément Michaël Llodra      | 6–3, 6–3          |
| 2004                                    | Jonas Björkman Todd Woodbridge      | Bob Bryan Mike Bryan               | 7–63, 7–5         |
| 2003                                    | Paul Hanley Nathan Healey           | Mahesh Bhupathi Joshua Eagle       | 7–63, 6–4         |
| 2002                                    | Donald Johnson Jared Palmer         | Joshua Eagle Sandon Stolle         | 6–4, 6–4          |
| 2001                                    | Daniel Nestor Sandon Stolle         | Jonas Björkman Todd Woodbridge     | 2–6, 7–64, 7–65   |
| 2000                                    | Todd Woodbridge Mark Woodforde      | Lleyton Hewitt Sandon Stolle       | 7–5, 6–4          |
| 1999                                    | Sébastien Lareau Daniel Nestor      | Patrick Galbraith Paul Haarhuis    | 6–3, 6–4          |
| 1998                                    | Todd Woodbridge Mark Woodforde      | Jacco Eltingh Daniel Nestor        | 6–3, 7–5          |
| 1997                                    | Luis Lobo Javier Sánchez            | Paul Haarhuis Jan Siemerink        | 6–4, 6–7, 6–3     |
| 1996                                    | Ellis Ferreira Jan Siemerink        | Patrick McEnroe Sandon Stolle      | 5–7, 6–4, 6–1     |
| 1995                                    | Todd Woodbridge Mark Woodforde      | Trevor Kronemann David Macpherson  | 7–6, 6–4          |
| 1994                                    | Darren Cahill Sandon Stolle         | Mark Kratzmann Laurie Warder       | 6–1, 7–6          |
| 1993                                    | Jason Stoltenberg Sandon Stolle     | Luke Jensen Murphy Jensen          | 6–3, 6–4          |
| 1992                                    | Sergio Casal Emilio Sánchez Vicario | Scott Davis Kelly Jones            | 3–6, 6–1, 6–4     |
| 1991                                    | Scott Davis David Pate              | Darren Cahill Mark Kratzmann       | 3–6, 6–3, 6–2     |
| 1990                                    | Pat Cash Mark Kratzmann             | Pieter Aldrich Danie Visser        | 6–4, 7–5          |
| 1989                                    | Darren Cahill Wally Masur           | Pieter Aldrich Danie Visser        | 6–4, 6–3          |
| 1988                                    | Darren Cahill Mark Kratzmann        | Joey Rive Bud Schultz              | 7–6, 6–4          |
| 1987                                    | Brad Drewett Mark Edmondson         | Peter Doohan Laurie Warder         | 6–4, 4–6, 6–2     |
| Torneio não realizado em 1986           |                                     |                                    |                   |
| 1985                                    | David Dowlen Nduka Odizor           | Broderick Dyke Wally Masur         | 6–4, 7–6          |
| 1984                                    | Paul Annacone Christo van Rensburg  | Tom Gullikson Scott McCain         | 7–6, 7–5          |
| 1983                                    | Mike Bauer Pat Cash                 | Broderick Dyke Rod Frawley         | 7–6, 6–4          |
| 1982                                    | John Alexander John Fitzgerald      | Cliff Letcher Craig Miller         | 6–4, 7–6          |
| 1981                                    | Paul McNammee Peter McNamara        | Hank Pfister John Sadri            | 6–7, 7–6, 7–6     |
| 1980                                    | Paul McNammee Peter McNamara        | Vitas Gerulaitis Brian Gottfried   | 6–2, 6–4          |